# Juan Rodríguez de Villafuerte
Juan Rodríguez de Villafuerte (¿?-¿?) fue un conquistador español de la Nueva España (México). Fue Capitán de uno de los bergantines que vinieron con Hernán Cortés.
En México-Tenochtitlan, después de la Caída del Imperio Azteca, en el Templo Mayor, Juan Rodríguez de Villafuerte colocó la Primera Virgen de los remedios en lugar de un monolito a Huitzilopochtli. En 1522 capitaneó la incursión al territorio del actual estado mexicano de Colima, pero este fue derrotado por el ejército del tlatoani Colímotl en Tecomán. Con la caída del Imperio colimense recorrió Cihuatlán donde se le encomendaron aquellas tierras y que después dejaría para fundar el pueblo de Villafuerte, hoy puerto de Acapulco.
Según las noticias de Panes, fue muerto en el pueblo de los Troxes en donde su cuerpo fue desbaratado, y en el lugar en que había fundado el Santuario de Nuestra Señora de los Remedios por Mandato de Hernán Cortés.